# Pratt (Kansas)
Pratt település az Amerikai Egyesült Államok Kansas államában, Pratt megyében, melynek megyeszékhelye is. Lakosainak száma 6603 fő (2020. április 1.).

## Népesség
A település népességének változása:

| 2010 | 6 835 |
| 2020 | 6 603 |